# Gaussia maya
Gaussia maya là loài thực vật có hoa thuộc họ Arecaceae. Loài này được (O.F.Cook) H.J.Quero & Read mô tả khoa học đầu tiên năm 1986.

## Hình ảnh

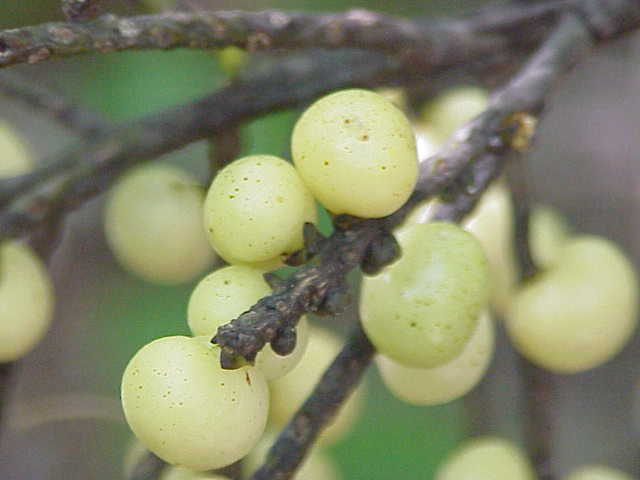
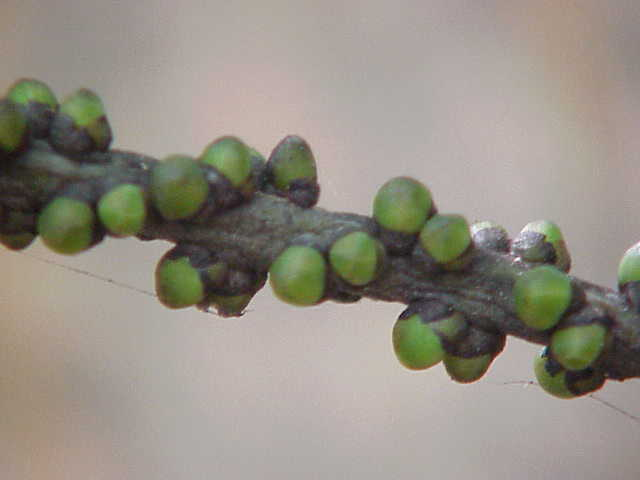
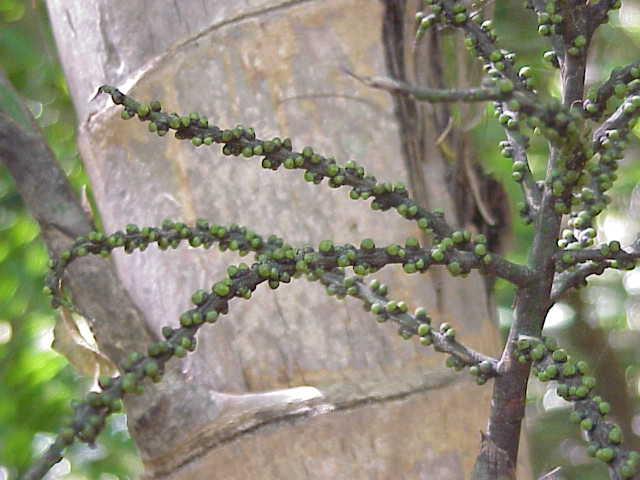
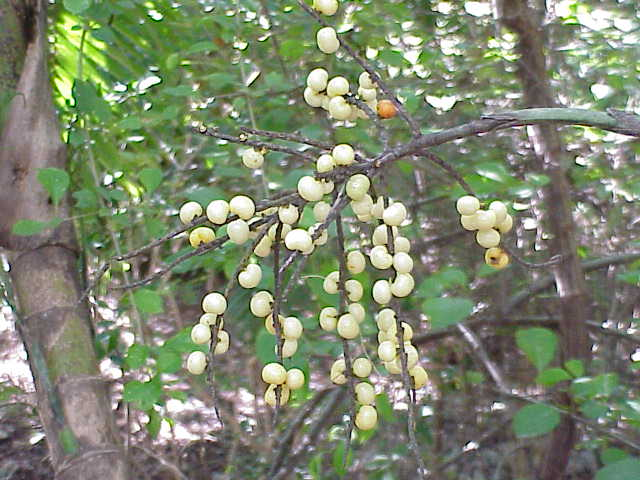